# PSGI
PSGI или Perl Web Server Gateway Interface - спецификация, предназначенная для отделения среды веб-сервера от кода веб-фреймворка. PSGI не является программным интерфейсом (API) для веб-приложений.
PSGI сервер - программа на Perl, предоставляющая среду для запуска в ней PSGI приложения. Его часто называют PSGI Application Container, так как он похож на Java Servlet Container, который представляет собой Java-процесс, предоставляющий среду для сервлетов Java.
Фреймворки с поддержкой PSGI:
- Catalyst
- CGI::Application
- Continuity
- Dancer
- HTTP::Engine
- Mason
- Maypole
- Mojolicious
- Piglet
- Squatting
- Tatsumaki
- Plack

PSGI/Plack web-серверы:
- Starman
- Feersum
- Corona
- Twiggy
- Twiggy::TLS
- Twiggy::Prefork
- Monoceros

## Пример PSGI приложения
```
my
 
$app
 
=
 
sub
 
{

    
return
 
[
200
,
 
[
'Content-Type'
 
=>
 
'text/plain'
],
 
[
"hello, world\n"
]];

}

```

## Хостинг с поддержкой PSGI приложений
- dotcloud.com
- niwacap.com